# Osmosis Jones
Osmosis Jones è un film a tecnica mista diretto nel 2001 dai fratelli Farrelly (sequenze dal vivo), e da Tom Sito e Piet Kroon (sequenze animate). Le scene realizzate in animazione, che rappresentano l'interno del corpo del protagonista, sono del tutto separate da quelle girate dal vivo. Il film è una commedia con frequenti parodie.
Una serie animata parzialmente basata sulla trama del film, dal titolo Ozzy & Drix, venne trasmessa dal 2002 al 2004 all'interno di Kids' WB, lo spazio dedicato ai ragazzi del canale che sarebbe in seguito diventato The CW. La serie era uno dei cosiddetti "cartoni del sabato mattina".

## Trama
L'igiene personale di Frank DeTorre, custode presso uno zoo nel Rhode Island, lascia molto a desiderare, al punto che, un giorno, egli mangia un uovo sodo raccogliendolo dalla gabbia degli scimpanzé. L'interno del suo corpo è strutturato come una metropoli, nella quale il sistema immunitario svolge le mansioni della polizia; in essa lavora il poliziotto Osmosis "Ozzy" Jones, uno scapestrato globulo bianco. Costui, dando la caccia a dei batteri introdottisi illegalmente nel corpo, causa un crampo alla gamba di Frank, il che gli costa una lavata di capo da parte dei superiori.
Tramite l'uovo mangiato, si è introdotto nell'organismo di Frank un letale virus di nome Bacter (Thrax, nel doppiaggio originale) che, dopo aver ucciso i due netturbini di un rimorchiatore addetto alla disinfestazione di germi nel cavo orale, fa affondare l'imbarcazione nella gola, causandone l'infiammazione.
Intanto si avvicinano le elezioni amministrative e il sindaco in carica, Phlegmming, è dato in svantaggio nei confronti del suo avversario, Tom Colonic, la cui campagna elettorale prevede la messa al bando dello stile di vita malsano a cui Phlegmming accondiscende. Quando viene a sapere del mal di gola provocato da Bacter, Phlegmming ordina che venga ingerita una pillola contro l'influenza, con lo scopo di mascherare momentaneamente i sintomi che si stanno manifestando. Ozzy viene affiancato al principio attivo della pillola, l'agente speciale Drixenol "Drix" Drixobenzometafedramina, una sorta di cyborg ligio alle regole e assolutamente onesto.
All'esterno del corpo, intanto, Frank non ottiene il permesso di partecipare all'annuale gita scolastica della classe di sua figlia Shane, a causa di un ordine restrittivo emesso da parte dell'accompagnatrice, la professoressa Boyd. Nel frattempo, all'interno del suo corpo, il sindaco Phlegmming progetta di portare Frank al Festival dell'ala di pollo fritta a Buffalo per ingraziarsi gli elettori. Intanto, Bacter si è portato sotto un'ascella di Frank dove, dopo aver fatto irruzione in un rifugio di batteri mafiosi e averne ucciso il capo, recluta dei volontari.
Ozzy e Drix, giunti nella gola e curata l'infiammazione, scoprono da un microbo dell'arrivo della Morte Rossa. Si dirigono dunque nel naso, dove Ozzy assiste all'opera di Bacter: il virus e i suoi volontari stanno provocando un flusso di muco per servirsene come copertura per far passare la malattia causata da Bacter come un comune raffreddore. Drix, pur infastidito dall'autonomia di Ozzy, vuole comunque indagare su questo virus sconosciuto e chiede di rimanere affiancato al poliziotto. Tuttavia il sindaco Phlegmming si rifiuta di credere alle loro parole e intende nascondere gli attuali sintomi influenzali; la segretaria del sindaco, Leah Estrogen, da invece credito alle parole dei due agenti.
Drix chiede a Ozzy per quale motivo abbia una così pessima reputazione e il globulo bianco gliene svela il motivo: qualche anno prima Frank aveva mangiato un'ostrica contaminata da un microbo; Ozzy, dopo essersene accorto, l'aveva espulso dal corpo, provocando un attacco di vomito che aveva colpito anche la professoressa Boyd, facendo deridere entrambi dall'intera scuola. Per questo pubblico scandalo, Frank era stato licenziato, mentre Ozzy era stato sospeso a tempo indeterminato. Colpito dal racconto, Drix lo rincuora, dicendogli che aveva agito bene e fatto la cosa giusta.
In seguito, i due scoprono il luogo in cui si trova Bacter: un foruncolo sulla fronte adibito a discoteca. Mascheratisi da germi, vi si introducono e trovano Bacter intento a illustrare il suo piano: egli si vanta di aver già ucciso tre persone, ognuna più in fretta della precedente, e conta di fare lo stesso con Frank, stavolta in meno di un giorno, così da realizzare il proprio sogno di entrare nei manuali di medicina. Ozzy si fa scoprire e, durante lo scontro, una delle granate di Drix fa esplodere il foruncolo. Contemporaneamente, all'esterno, Frank tenta di far ragionare la professoressa Boyd, ma l'esplosione del foruncolo non fa altro che inasprire il rapporto fra i due.
Frank decide dunque di andare con il fratello Bob a Buffalo, contro il parere di Shane. Nel frattempo, il sindaco rimprovera Ozzy e Drix per l'esplosione del foruncolo e, poiché non crede ancora alla presenza di Bacter, per mascherare la verità sulla salute di Frank espelle Ozzy dal corpo di polizia e Drix dalla città, ordinandogli di imbarcarsi presso uno dei condotti per l'esterno.
Intanto, Bacter riesce a recarsi nell'ipotalamo e a rubare un tratto di DNA, disabilitando la capacità del corpo di regolare la temperatura e causando a Frank una grave febbre; tuttavia, viene scoperto da Leah (la quale fa scattare l'allarme generale) e poi da Ozzy che si accorge della febbre in corso; il globulo bianco riesce a recuperare Drix appena prima che questi venga espulso dal corpo e i due si recano al cervello. Nel frattempo, Frank ha un malore mentre guida verso Buffalo e Bob chiama un'ambulanza; per coincidenza, lo scuolabus su cui viaggia Shane passa di lì e la bambina ottiene il permesso di accompagnare il padre morente all'ospedale.
All'interno del corpo, Leah viene catturata da Bacter. Ozzy insegue il virus fino all'ugola dove, con l'aiuto di Drix, riesce a renderlo temporaneamente inoffensivo. Giunge la polizia ad arrestarlo, ma il virus lancia nella gola alcuni grani di polline (a cui Frank è allergico) e si fa espellere con uno starnuto. Ozzy, con l'aiuto del cannone di Drix, lo insegue fino alla ciglia finta dell'occhio di Shane. Dopo un violento scontro, il virus cade in un recipiente pieno di alcol e muore liquefatto, mentre il poliziotto riesce a riportare il tratto di DNA mancante all'ipotalamo e a ristabilire la temperatura fisiologica, salvando Frank da un arresto cardiaco.
Nell'epilogo, il sindaco Phlegmming viene cacciato, Leah si fidanza con Ozzy (a cui sono stati, finalmente, riconosciuti i propri meriti) e a Drix viene consentito di rimanere nell'organismo. Frank nel frattempo ha cambiato abitudini di vita, soprattutto grazie alla figlia Shane, iniziando a mangiare sano e a fare più movimento. La figlia ha rinunciato ad andare in gita con l'insegnante che aveva continuato a perseguitare il padre per l'umiliazione subita, andando insieme in gita.

## Personaggi
- Osmosis "Ozzy" Jones: È il protagonista del film. Uno scapestrato e irresponsabile globulo bianco, che ha perso la reputazione (avendo fatto vomitare Frank, in un momento inopportuno); tuttavia, (grazie all'amicizia con Drix), diventerà più responsabile e, dopo aver salvato Frank, diventerà un eroe e conquisterà il cuore di Leah. La sua natura di globulo bianco lo rende elastico e malleabile (caratteristica che sfrutta per camuffarsi da germe e lottare nel combattimento corpo a corpo).

- Francis "Frank" DeTorre: Un uomo rozzo e sovrappeso che lavora come guardiano dello zoo e tiene poco all'igiene personale e all'alimentazione: questo lo porterà quasi alla morte, dopo aver mangiato un uovo caduto nella gabbia degli scimpanzé. Alla fine del film, cambierà carattere e abitudini.

- Drixenol "Drix" Drixobenzometafedramina: È il secondo protagonista del film. Una pillola anti-infiammatoria (con un cannone al posto della mano destra) che diventa il collega e poi il migliore amico di Ozzy. Dimostra di essere serio e ligio al dovere: infatti, all'inizio, ha dei contrasti con Ozzy (per le loro opposte personalità) ma, insieme al leucocita, non demorde nel fermare Bacter.

- Leah Estrogen: È la protagonista femminile del film. Una bella e intelligente segreteria del sindaco (nonché, interesse amoroso di Ozzy); inizialmente, non dimostra interesse verso di lui (per via del suo carattere ribelle e immaturo) ma, alla fine del film, verrà colpita dal suo coraggio e dal suo spirito di sacrificio, tanto da iniziare a ricambiare i suoi sentimenti.

- Shane DeTorre: È la figlia di Frank, una ragazzina dolce e intelligente; tiene molto al padre e si preoccupa della sua salute.

- Bacter: È l'antagonista principale del film. Un sadico e malvagio virus omicida che ambisce a entrare nei manuali di medicina, per aver ucciso innumerevoli persone nel minor tempo possibile. Bacter è molto orgoglioso di aver causato innumerevoli vittime (tanto da possedere addirittura una collana realizzata con parte del loro DNA, prelevato dal loro ipotalamo) e anche del fatto di non essere mai stato individuato dal loro sistema immunitario; inoltre, ama cantare Fever quando cammina o quando provoca la necrosi (in una cupa analogia con il significato della canzone). Nonostante il suo comportamento composto, tuttavia, Bacter si infuria se offeso: quando il capo di una banda di germi mafiosi lo paragona sarcasticamente al virus Ebola, grida «Ebola è una manciata di forfora, al mio confronto!» per poi ucciderlo; oppure, quando i suoi rimanenti volontari suggeriscono di rimanere in incubazione (in modo che potessero reclutare ulteriori rinforzi), li uccide facendo esplodere il luogo in cui si stavano nascondendo, per poi affermare indignato «Nei libri di medicina, non c'è posto per i perdenti». A dispetto delle sue tendenze violente, però, Bacter è molto intelligente ed è anche ben informato sull'anatomia umana: infatti, sa mimetizzarsi all'interno dell'organismo e sa attaccare nel modo più efficiente possibile. Quando si infiltra dentro Frank, vedendo le sue condizioni, afferma che stava già male da prima che arrivasse lui.

- Sindaco Phlegmming: È il sindaco del corpo di Frank e anche l'antagonista secondario del film. Incarna i principali stereotipi negativi del politico (sia moralmente che fisicamente): infatti, appare come una cellula bassa e corpulenta ed è corrotto, egoista, disonesto, incompetente e odioso. Alla fine del film, viene degradato a pulire gli scarti intestinali di Frank (dopo aver perso le elezioni) e, mentre sta pulendo, preme un pulsante che provoca una flatulenza a Frank, facendosi espellere dall'organismo.

## Produzione
Osmosis Jones rimase per diverso tempo in development hell. Le sequenze d'animazione, realizzate da Tom Sito e Piet Kroon, vennero prodotte come previsto ma l'acquisizione, sia di un regista che di un protagonista per le sequenze live-action, richiese molto tempo (fino a quando Bill Murray venne scelto come l'interprete di Frank mentre Peter e Bobby Farrelly, vennero scelti come registi per le sequenze live-action). Come parte del loro contratto, i fratelli Farrelly vennero accreditati come i principali registi del film, sebbene non abbiano supervisionato le sequenze d'animazione. Will Smith era interessato al ruolo di Ozzy ma, alla fine, i suoi contratti non gli permisero di ottenere la parte.
Osmosis Jones (nel 2000) venne, originariamente, valutato "PG-13" dalla MPAA, per "linguaggio rozzo" e "umorismo corporeo". Tuttavia, la Warner Bros. fece modificare il film, per renderlo adatto alle famiglie e nel 2001 (quando venne distribuito), il film venne riclassificato "PG" solo per "umorismo corporeo".

## Distribuzione
Il primo trailer del film, venne rilasciato il 6 aprile 2001. Mentre il 13 novembre 2001, vennero distribuite le edizioni per VHS e DVD, del film.

## Accoglienza

### Incassi
"Osmosis Jones" ebbe la sua prima mondiale, il 7 agosto 2001, al Grauman's Egyptian Theatre prima di essere, ampiamente, distribuito il 10 agosto 2001, in 2.305 cinema del resto del mondo.
Al momento della sua uscita, il film fu un insuccesso finanziario e fu il penultimo film, prodotto Warner Bros. Animation. Il film fu il settimo più visto, nel suo primo fine settimana di apertura (negli Stati Uniti) guadagnando 5.271.248 $, in madrepatria, e 13.596. 911 $ nel resto del mondo. Il film risultò un flop al botteghino, non riuscendo a compensare il suo budget di 70.000.000 $.

### Critica
Su Rotten Tomatoes, il film ottenne un giudizio positivo del 55% su 110 recensioni, con una valutazione media di 5,5 su 10. Il consenso critico del sito, recitò «La parte animata di "Osmosis Jones", è scattante e divertente ma la parte live-action, è letargica». Su Metacritic il film ottenne un punteggio medio di 57 su 100, basato sul parere di 28 critici, che indicò "recensioni medie o contrastanti". Il pubblico intervistato da CinemaScore, assegnò al film, come voto medio, "B-" (su una scala da "A+" a "F").
Le sequenze d'animazione di "Osmosis Jones", vennero elogiate per la trama e il ritmo veloce, in contrasto con le criticate sequenze live-action. Robert Koehler di Variety, elogiò il film, per la sua mescolanza di sequenze d'animazione con quelle live-action, affermando che erano «l'interazione più ampia di live-action e animazione, da "Chi ha incastrato Roger Rabbit"». Il New York Times scrisse che il film «con il suo umorismo da festival effluviale, è, spesso, divertente. E la resa rotonda e chiazzata dei personaggi, è piacevole. Ma l'immagine si sforza troppo per essere offensiva per tutte le età. Sospetto che anche i più piccoli spettatori, saranno troppo vecchi per quello sputo».  Roger Ebert diede al film, tre stelle su quattro, scrivendo «Probabilmente, per intrattenere i bambini, a cui sembrano piacere le battute sull'impianto idraulico anatomico. Per gli adulti, c'è l'esuberanza dell'animazione e l'energia dell'intero film, che è, semplicemente, intelligente».
L'uso dell'umorismo grossolano, nelle sequenze live-action del film (come si vede nella maggior parte dei film diretti dai fratelli Farrelly), venne, ampiamente, criticato: Lisa Alspector, del "Chicago Reader", descrisse il film come un «film d'avventura, catarticamente, disgustoso». Maitland McDonagh, di "TV Guide", elogiò l'animazione del film e il suo scorcio di intelligenza, anche se ha criticato l'umorismo come «così sgradevole». Lisa Schwarzbaum, di "Entertainment Weekly", ritenne che il film avesse una premessa diversa in quanto «oscilla tra la commedia nera striata e l'istruzione sanitaria, tuttavia, i temi scatologici sono stati, nuovamente ,sottolineati». Jonathan Foreman, del "New York Post", affermò che "Osmosis Jones" avesse una trama generica, dichiarando che «Non è più divertente della tua lezione di biologia media della scuola elementare e meno, pedagogicamente, utile, della tua tipica commedia dei fratelli Farrelly». Michael Sragow, di "Baltimore Sun", elogiò la performance di David Hyde Pierce nei panni di Drix, affermando che è «esilarante» e «una dose di medicina da prendere in carico».
Il film ricevette numerose candidature agli Annie Award, in particolare, l'Annie Award al miglior film d'animazione (ma perse contro Shrek).

## Colonna sonora
Una colonna sonora contente musica rap e R&B, venne pubblicata il 7 agosto 2001 dalla Atlantic Records.
La colonna sonora non riuscì ad entrare nella Billboard 200 ma il singolo di Trick Daddy, "Take It to da House", riuscì a raggiungere l'88ª posizione nella Billboard Hot 100.

## Scene tagliate
Durante la produzione del film, diverse scene previste non vennero incluse, ma solo incluse negli extra del DVD:
- La prima scena prevedeva Ozzy e Drix visitare la Gonad's Gym dove si allenavano gli spermatozoi e venivano interrogati sulla presenza del virus. Venne tagliata per mantenere il target per famiglie che si erano imposti. Tuttavia, il logo della palestra è visibile sulla borsa di Drix e uno spermatozoo si vede nell'ufficio del sindaco con la targa "Il nostro fondatore".
- La seconda scena doveva prevedere la visita al parco "See World", vicino all'occhio di Frank. Nel film è visibile solo la pubblicità del posto, situata nello stomaco, che funge da terminal come fosse un aeroporto.